# هجوم بمسيرة

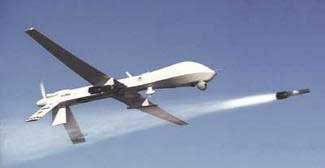
طائرة إم كيو-1 بريداتور وهي تطلق صاروخ إيه جي إم-114 هيلفاير

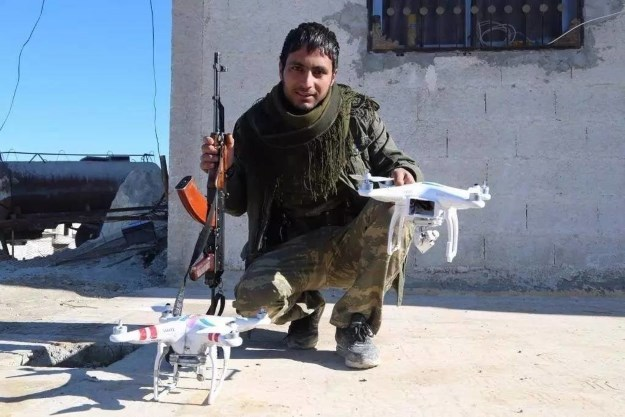
تسليح مسيرة من نوع دي جي أي فانتوم التجارية تصوير جوي

هجوم بمُسيّرة يشير لضربة جوية باستخدام مسيرة مقاتلة أو مسيرة تجارية مزودة بسلاح. حتى عام 2019 كانت الولايات المتحدة، إسرائيل، الصين، إيران، إيطاليا، الهند، باكستان، روسيا، تركيا، وبولندا وحدها المعروفة بإمتلاك طائرات مصعنة لغرض تنفيذ هجمات بمسيرة.
تتم الهجمات بمسيرة عادة على شكل إلقاء القنابل، إطلاق صاروخ أو اصطدام الهدف. منذ مطلع القرن، نفذ الجيش الأمريكي معظم ضربات المسيرات في دول مثل أفغانستان، باكستان، سوريا، العراق، الصومال واليمن باستخدام صواريخ جو-سطح،
استخدمت هجمات بمسيرة في عدة دول لتفنيذ عمليات قتل مستهدف.

## أشهر هجمات بمسيرة
- همجمات دمدولا (بالأردية: ڈمہ ڈولا) في 13 يناير 2006 بغرض اغتيال أيمن الظواهري بالقرب من الحدود الباكستانية-الأفغانستانية
- هجمات داتاخل في 11 مارس 2011 في وزيرستان الشمالية في باكستان
- هجمات مكين في 23 يونيو 2009 في مدينة مكين في وزيرستان الجنوبية في باكستان
- هجمات ميران شاه في 12 سبتمبر 2008 في ميران شاه في وزيرستان الشمالية في باكستان
- هجمات قاعدة العند الجوية وهي هجمات نفذها الحوثيون في 10 يناير 2019 على قاعدة العند الجوية في محافظة لحج اليمنية
- هجمات منشآت أرامكو السعودية
- هجوم مطار بغداد الدولي 2020

## أشهر قتلى هجمات بمسيرة
- المولوي عبد الرؤوف (حاكم طالبان)
- الملا عبد الرؤوف
- عبد الرحمن العولقي
- أبو الخير المصري
- أبو مسلم التركماني
- طارق الحرزي
- أبو زبير المصري
- علي عوني الحرزي
- أنور العولقي
- فهد القوصو
- حارث غازي النظاري
- إبراهيم الربيش
- جون الجهادي
- جنيد حسين
- كمال درويش
- منجال باغ
- محمد عاطف
- محسن الفضلي
- ناصر الوحيشي
- نصر علي الآنسي
- قايد الحارثي
- قاسم سليماني
- راشد رؤوف
- سعيد الشهري
- صالح علي الصماد
- سالي آن جونز
- سمير خان
- أيمن الظواهري